# 吉野石膏
吉野石膏株式会社（よしのせっこう、英称：Yoshino Gypsum Co.,Ltd.）は、東京都千代田区丸の内に本社を置く住宅建材メーカーの大手企業である。石膏をもとにつくられる耐火建材石膏ボードの日本国内最大手（シェア70% - 80%）で現在は第2位のチヨダウーテと市場を寡占している。ブランド名「タイガーボード」として、広く知られている。

## 概要
1901年に創業。山形県東置賜郡吉野村（同郡宮内町を経て現在は南陽市）の吉野鉱山において産出された石膏を原料に、製品を製造し始めたことから社名が名づけられた。アメリカで開発された石膏ボードの国産化を行ない、現在は建築用の石膏資材の製造・販売を基幹としている。2004年には、主力商品の「タイガーボード」を商標登録した（商標登録番号：第4749322号）。また硫酸カルシウムを主成分とした化学肥料、歯科材料、医療用のギプス、美術工芸用の石膏、食品添加物（水の硬度調整剤）、グラウンド白線用の石膏粉末なども製造している。
TVCMでは長年に渡って、「タイガーボード」に因み虎を模した着ぐるみのキャラクターを起用している（声の出演は水島裕）。長年同じ映像だったが、近年新しいバージョンが放映されている（声の出演は松本保典）。なお、東日本大震災発生後は「地震にも強い」のテロップも付けられた。「ソーラトン」にも登場している。また、1970年代から1980年ごろに放送されたCMは江戸家猫八・小猫親子が出演していた実写CMで、1980年代に放送されたCMは、虎の親子がガヴォットをアレンジしたメロディで歌うアニメーションだった。（声の出演 お父さんとナレーションは富田耕生）現在は「タイガーボード」・「ソーラトン」とも「タイガーファミリー」として虎の家族が登場している。また、「タイガーハイクリンボード」では、モデルの真宮葉月をTVCMに起用している。

## 沿革
- 1901年：吉野鉱山にて石膏原石の採掘を開始。
- 1922年：｢タイガーボード｣の製造を開始。
- 1937年：吉野石膏株式会社設立。
- 1964年：須藤永次社長死去。須藤恒雄、取締役社長に就任。
- 1988年：会長に須藤恒雄、社長に須藤永一郎が就任。
- 2004年：須藤恒雄会長死去。

- 2008年：南陽市と「吉野石膏の森」づくりの基本協定を締結[2]。
- 2014年：会長に須藤永一郎、社長に須藤永作が就任。
- 2015年
  - 6月30日：オリックスの傘下投資事業組合などから全株式を取得し旭ファイバーグラスを完全子会社化[3]。
  - 7月16日：須藤永一郎会長（1934年生まれ）死去[4]。
- 2020年：翌年の創業120周年を控えて、持株会社の吉野石膏ホールディングスを設立。

## 直轄工場
石膏ボードは単価が低く輸送コストが嵩む為、市場近くで生産する必要があるため全国に分散して工場を保有している。下記直轄工場以外に、コンビナート工場や関連会社工場がある。
千葉第一・第二工場と三河工場では需要に対応するために輸入品の石膏原料を使用しており、大都市圏に近い上に大規模な工場であることを生かして輸送コストの低減化を図っている。
※ は、石膏プラスター、焼石膏を生産している工場。無印は、石膏ボードを生産。
- 東京工場※（東京都足立区）
- 草加工場（埼玉県八潮市）
- 千葉第一工場・第二工場・第三工場（千葉県袖ヶ浦市）
- 三河工場（愛知県豊橋市明海町）
- 今治工場（愛媛県今治市）
- 北九州工場（福岡県北九州市若松区）

## 主な関連生産拠点
いずれも、発電所や製錬所の脱硫装置や化学肥料工場の燐酸肥料生産工程の副産物として排出される化学石膏を基盤としている。
※は、 石膏プラスター、焼石膏を生産している工場。無印は、石膏ボードを生産。
- ジプテック秋田工場（秋田県秋田市）
- ジプテック小名浜工場※（福島県いわき市）
- ジプテック高砂工場（兵庫県高砂市）
- 宇部吉野石膏※（山口県宇部市）
  - セントラル硝子との合弁企業で、こちらも同様に同社の工場から排出される石膏原料の供給を受けている。
- 北海道吉野石膏（北海道恵庭市）
  - 住友金属鉱山との合弁企業であったが、撤退に伴い全額出資の直系会社となった。
- 新潟吉野石膏（新潟県新潟市北区）
- 小名浜吉野石膏（福島県いわき市）
  - 銅精錬の小名浜製錬(三菱マテリアル子会社)との合弁企業で同社の小名浜製錬所から出る石膏原料を直接パイプラインで供給を受けており、原料の調達コストを抑えているだけでなく、不純物のない純度の高い石膏を使用している。
- 直島吉野石膏（香川県直島町）
  - 三菱マテリアルとの合弁企業で、こちらも同様に同社の直島精錬所から排出される石膏原料の供給を受けている。
- サンケイ吉野※（岐阜県多治見市）
- 睦化学工業※（三重県四日市市）
- 日東石膏ボード（青森県八戸市）
- 新東洋膏板（島根県松江市）
- 多木建材（兵庫県加古川市）
- 睦化学工業（三重県四日市市）
- 能代吉野石膏（秋田県能代市）
  - 東北電力との折半出資。

### かつての生産拠点
- 宮古吉野石膏（岩手県宮古市）
  - かつてはラサ工業が出資していた関係で「ラサ吉野石膏」という名称だったが、同社の肥料事業がコープケミカルに譲渡され、株主もラサ工業からコープケミカルに移行したことから改称した。2012年3月清算。

## 主なグループ会社
- 吉野石膏販売
  - 1948年に焼石膏の販売部門が吉野石膏販売として分離独立。
- 高砂製紙
  - 1956年に石膏ボード原紙分野に業務を拡張、吉野石膏の傘下に入る。
- エヌビーエル
  - 2007年に日本防火ライト工業の事業を継承し、吉野石膏グループとしてエヌビーエルと改名。
- 日本ソーラトン
  - 2009年12月に日東紡績よりロックウール化粧吸音板の製造・販売を譲受・継承し、吉野石膏グループとして日本ソーラトンと改名。
- タイガレックス
  - 2014年12月にグランデックスより新素材事業（不燃紙、セラミックハニカム、無機バインダー）を譲受・継承し、吉野石膏グループとしてタイガレックスと改名。
- 旭ファイバーグラス
  - 2015年6月に主要株主であったオリックス傘下の投資事業組合が保有する株式ほかを買い取ることで完全子会社化した。

## スポンサー
- ZIP!（日本テレビ）
  - 月曜7時台前半ナショナルスポンサー。[5]2022年4月4日から。「JNN」冠時代から長年[6]提供した『報道特集』から移動。
- DRAMATIC BASEBALL（BS日テレ）
  - 日本テレビ系列の野球中継だが、スポンサーとなっているのはBS日テレの放送のみである。筆頭スポンサーの1つで、1回の放送で2回放送されることが多い。
- トラベリックス 〜世界体感旅行〜（BS日テレ）
- ぶらぶら美術・博物館（BS日テレ)
- 地球劇場 〜100年後の君に聴かせたい歌〜（BS日テレ）
  - 筆頭スポンサーの1つで、後半パートのみ放送される。
- BS日テレではこれらの番組以外でもスポットCMで放送される場合もある。
- 天気予報（青森放送）
  - 土曜日の『東奥日報ニュース』（2008年9月29日までは、全国ネットの『NNNニューススポット』）の後に放送されるもの。
- AABニュース&ウェザー（秋田朝日放送、金曜日のみ）
- ラヴィット!（TBS） - 2024年4月1日より、月曜日 9:10頃 - 9:20頃のナショナルスポンサーとして提供。TBSのナショナルセールス枠での提供は『報道特集』以来2年半ぶり。
- 吉田類の酒場放浪記（BS-TBS）

過去
- 報道特集NEXT→報道特集（TBS）
  - 前身の『JNN報道特集』からの古参であった。『JNNニュースコープ』→『JNNニュースの森』の日曜放送分でも筆頭スポンサーとなっていた。2022年3月契約終了、4月以降より筆頭スポンサーが世田谷自然食品、および昭和産業に代替となった。
- 笑点（日本テレビ系列・山形放送）
  - 40分番組時代でローカルスポンサーだった1980年代中盤～後半ごろに提供。
- 日本名曲アルバム（BS-TBS）

## CM出演者
- 江戸家猫八：ニューラスボード&YNプラスター、タイガーボード・吉野天井板・化粧石こう板
- 江戸家小猫：同上
- 真宮葉月：タイガーハイクリンボード